# Pedro Duarte
Pedro Miguel de Azeredo Duarte (Porto, 12 de Julho de 1973) é um jurista e político português. Foi Ministro dos Assuntos Parlamentares, do XXIV Governo.

## Biografia
Tem licenciatura em Direito pela Universidade Católica Portuguesa, mestrado em Economia Internacional e Estudos Europeus pelo ISEG - Lisbon School of Economics and Management, MBA pela Católica Porto Business School e doutoramento em Estudos de Desenvolvimento também pelo ISEG.
Pedro Duarte liderou a Comissão Política Nacional Juventude Social Democrata, de 1998 a 2002, tendo sido Deputado à Assembleia da República, pelo Círculo do Porto, eleito sucessivamente nas legislativas de 1999, 2002, 2005 e 2009. Presidiu à Comissão Parlamentar de Juventude e Desporto, entre 1999 e 2001, e de Educação, Ciência e Cultura, de 2002 a 2004. Foi ainda vice-presidente do Grupo Parlamentar do PSD e do Bureau do YEPP Youth of the European People's Party, entre 2003 e 2005. Foi Secretário de Estado da Juventude do XVI Governo Constitucional, chefiado por Pedro Santana Lopes. Entre 2011 e 2024 foi Diretor de Corporate Affairs da Microsoft Portugal. Depois de em 2013 ter dirigido a campanha da candidatura derrotada de Luís Filipe Menezes à Câmara do Porto, seria encarregado de dirigir a campanha de Marcelo Rebelo de Sousa às presidenciais de 2016, ganhas por Marcelo à primeira volta.